# Ultrazvučna sonografija oka
Ultrazvučna sonografija oka (USO) ili dijagnostička ultrazvučna tomografija je neinvazivna (bezbolna), beskontaktna, metoda za dijagnostikovanja širokog spektra očnih oboljenja, posebno kod bolesnika kada su konvencionalne metode pregleda nedovoljne da bi se postavila pouzdana dijagnoza.

## Princip rada
Aparat za dobijanje ultrazvuka sastoji se od generatora i aplikatora. Generator proizvodi električne oscilacije različitog napona i frekvencije koje se uz pomoć pijezoelektričnog elementa konvertuju u aplikatoru u mehaničke (ultrazvučne) oscilacije. Potom ultrazvučni ehoskop u unutrašnjost tela šalje kratke visokofrekventne ultrazvučne impulse (frekvencije između 2 i 10 MHz, trajanja manje od 1 µs) i, na osnovu vremena potrebnog za povratak reflektovanog signala, određuju položaj struktura u telu koje su odbile ultrazvučni impuls. Sam proces rada je pod kontrolom računarskog programa u mikroprocesoru aparata. Signal iz sonde obrađuje se u kompjuteru i u obliku slike prikazuje na ekranu.
U načelu uređaj funkcioniše tako da se prema programu digitalnog računara aktivira puls-generator, koji električne impulse, preko upravljačke jedinice (za usmeravanje i fokusiranje), prenosi na pretvarač u sondi. Električnim impulsom u pijezoelktričnoj pretvaračkoj sondi nastaju kratke visokofrekventne mehaničke vibracije, od više stotina do više hiljada puta u sekundi. Tako nastale ultrazvučne oscilacije sonda prenosi u telo. Odjeci oscilacija iz tela primaju se istom sondom, i u posebnom delu uređaja (pojačalu za kompenzaciju), pojačavaju, kompenzuju, pamte u memoriji i prikazuju na sistemu za prikaz (televizijskom monitoru). U toku rada sa uređajem lekar mora sam da podesi pojačalo za kompenzaciju tako da kompenzuje prigušenja ultrazvuka u području tela koje pretražuje.

## Vrste ultrazvučnog snopa sonografa
Pretvarač je deo ultrazvučnog aparata koji električne signale pretvara u mehaničke (ultrazvučne visokofrekventne vibracije, više stotina do više hiljada u sekundi) i obratno. Učestalost ili frekvencija aparata određuje se karakteristikama pijezolektričnih pločica.
Kada se, nakon aktiviranja pretvarača, sonda prisloni uz telo, njene pijezoelektrične pločice kroz telo šalje ultrazvučni snop, koji nema jednoličan intenzitet ultrazvuka po svojem poprečnom preseku. Ako je snop fokusiran, onda je on u području žarišta sužen. Što je snop uži, to je bočno razlučivanje (poprečno na snop) bolje.
Po emitovanju talasa iz sonde unutrašnjost tela u vidu eha (odjeka) vraća reflektovani (odbijeni) signal koji na sondi izaziva električni naboj koji se nakon obrade u računaru ehoskopa prikazuje na ekranu osciloskopa ili televizijskom monitoru u obliku impulsa ili u vidu svetlih tačaka koje prikazuju reflektovane površine u dvodimenzionalnoj slici. U zavisnosti od amplitude reflektovanih talasa tačkice na ekranu će biti svetlije ili tamnije. Ova dva vida oslikavanja su A-sken i B-sken.
A-sken
A-sken ultrazvučna biometrija, koja se obično se naziva A-skener (amplituda skeniranja) jjednodimenzionalani je prikaz reflektovanih talasa duž centralne ose ultrazvučnog snopa. Uglavnom se koristi u oftalmologiji za merenje dimenzija struktura oka (npr. dioptrija sočiva naočara za korekciju vida), kod  uobičajenih poremećaja vida, posebno za određivanje snage intraokularnog sočiva nakon ekstrakcije katarakte i za   otkrivanje tumora mozga.
A-sken metod je danas sve manje u upotrebi u medicinskoj dijagnostici. 
B-sken
Ultrasonografija B-skena, ili B-scan-Brightness skeniranje, je skeniranje u B-režimu koje daje pogled na poprečni presek oka i orbite. Ovaj tip prikaza koristi se za stvaranje dvodimenzionalne slike spajanjem tačaka koje predstavljaju reflektovane talase. U oftalmologiji B-sken služi za dijagnostikovanje i upravljanje širokim spektrom stanja koji utiču na zadnji segment oka. Neinvazivan je i koristi frekvenciju 10–15 MHz. Često se koristi u kombinaciji sa drugim tehnikama snimanja (kao što su OCT ili fluoresceinska angiografija) za sveobuhvatniju procenu očnih stanja.
U neposrednoj blizini pretvarača snop je neravnomeran zbog interferencije, to je blisko polje, koje na većim udaljenostima monotono opada (daleko polje). Ultrazvučni talasi se fokusiraju posebnim sočivima, ultrazvučnim ogledalima i elektronski kašnjenjem aktiviranja višestrukih pretvarača. Kako je elektronsko fokusiranje fleksibilno, moguće ga je fokusom pozicionirati na određeno mesto (prema potrebi), dok je fokus sočiva ili ogledala fiksan.
Tokom pregleda plitkih organa kao što je oko, neravnomernost bliskog polja može smetati, i zato se između sonde i tela stavljaju kupke za rastojanje (u improvizaciji to može biti hirurška rukavica ispunjena vodom).

## Namena
Kada se kliničkim pregledom ne mogu videti sve strukture oka (najčešće usled zamućenja sočiva ili rožnjače), koristi se B-sken sistem je dvodimenzionalani uvid u stanje zadnjeg segmenta oka.
Primenom ove metode u preoperativnim pregledou isključuje se mogućnost da je za gubitak vida, osim katarakte, odgovorno i neko drugo patološko stanje,.
Najznačajnija patološka stanja oko za čiju dijagnostiku se koristi ultrazvučna sonografija oka su: 
- ablacija mrežnjače,
- rak,
- povrede oka
- stranog tela u oku (B – sken, je esencijalna kod povreda oka i utvrđivanja prisustva stranog tela u oku nakon povređivanja)
- krvavljenje,
- promene nastale ko posledica dijabesne retinopatije,
- zapaljenje oka i slično.

Pored navedenog metoda se promenjuje i kod bolesnika koji boluju od Grejvs Bazedovljeve bolesti, da bi se uočile promene na ekstraokularnim mišićima i orbiti, kojie su nedostupne klasičnim kliničkim pregledom.
Ultrazvuk se takođe koristi kod proračuna sočiva prilikom pripreme pacijenata na zahvat operaciju mrene (tzv.biometrija). 
Za razliku od B – sken, A-sken  određuje dužinu oka, odnosno omogućava ultrazvučno merenje dužine očne jabučice, tako da se na osnovu ostalih unesenih parametara A-skenom programski izračunava koju dioptrijsku vrednost treba da ima sočivo koje će se ugraditi u oko na kraju operativnog zahvata po uklanjanjanju katarakte.

## Karakteristike aparata za ultrazvuk oka i obite

### Namena
Oftalmološki ultrazvučni sistem i sonde koje se s njim koriste namenjeni su za generisanje slika za dijagnozu i biometrijsko merenje oka uključujući:
- Vizualizaciju unutrašnjeg dela oka i orbite pomoću A i B skena
- Merenje aksijalne dužine oka ultrasoničnim putem
- Merenje debljine rožnjače ultrasoničnim putem

### Osnovne funkcije
Osnovne funkcije aparatu su:
A sken ehografija za merenje aksijalne dužine
A sken koji se naziva i ultrazvučna biometrija, kod kojeg su različite strukture oka prikazane u vidu amplituda. Strukutre koje su akustički gušće imaju veću amplitudu i obratno. A-scan se koristi pre svega pri izračunvanju aksijalne dužine oka u cilju proračuna jačine intraokularnog sočiva koje će se ugraditi u toku operacije katarakte.
B scan ehografija za dijagnozu bolesti oka
Kod B-skena na osnovu akustičke gustine različitih tkiva oka i orbite dobijamo dvodimenzionalnu sliku unutrašnjosti oka. U zavisnosti od akustičkih svojstava različita tkiva su prikazana različitim nijansama sive.
B-sken je nezamenljiv kod očnih bolesti kod kojih zbog gubitka providnosti očnih strukutra (najčešće kod katarakte, leukoma rožnjače, krvarenja ili druge eksudacije u prednjoj komori staklastog tela, povrede i strana tela, tumora itd) kada nije moguće klinički videti unutrašnje strukture oka.
IOL izračunavanje
Pahimetrija za merenje debljine rožnjače
Normalna debljina rožnjače koja iznosi oko 545 mikrometara omogućava anatomski integritet očne jabučice i normalno funkcionisanje oka. Kod nekih oboljenja dolazi do zadebljanja ili istanjenja rožnjače. Takođe, debljina rožnjače utiče na preciznost mjerenja očnog pritiska. Upotreba pahimetra (putem ultrazvuka visoke frekvencije) omogućava precizno mjerenje debljine rožnjače.
Pahimetrija je veoma značajna u kontaktologiji, prilikom procjene stanja i nepravilne zakrivljenosti rožnjače (keratokonusa), kao i kod raznih bolesti rožnjače i glaukoma.

### Sonde
Sonda za A sken
Sonda za A scan služi za merenje dužine oka, dubljine prednje komore, veličine sočiva i izračunavanje jačine intraokularnog implantata.
Sonda za B sken
Sonda za B sken omogućava pregled unutrašnjosti oka.
Sonda za pahimetriju
Sonda za pahоmetar  (ili skraćeno CCT – Cental corneal Thickness) omogućava mеrenje debljine rožnjače.

## Spoljašnje veze
|  | Molimo Vas, obratite pažnju na važno upozorenje u vezi sa temama iz oblasti medicine (zdravlja). |